# Piratas de Venus
Piratas de Venus es el primer libro de la Serie de Venus, escrita por Edgar Rice Burroughs, encuadrada en los géneros de aventuras, fantástica y de ciencia ficción. Fue publicado inicialmente en una serie de seis entregas en la revista Argosy en 1932 y dos años más tarde apareció como libro. La serie transcurre en el planeta Venus, conocido como «Amtor» por sus habitantes. La novela consta de 14 capítulos, y el protagonista pasa por todo tipo de aventuras, en especial con la princesa Duare, que aparece por primera vez en la serie.

## Argumento
Carson Napier es un millonario excéntrico, empeñado en realizar un viaje espacial a Marte, por lo que financia la construcción de un cohete, que él mismo se encarga de pilotar. Debido a que calcula mal el efecto gravitatorio de la luna, su trayectoria se desvía extraordinariamente. Cuando piensa que se va a estrellar contra el sol, se ve atraído por Venus, y aterriza en la copa de un árbol gigantesco, y allí toma contacto con la civilización venusiana.

## Personajes
- Carson Napier: nacido en la India, es hijo de un oficial del ejército británico y una joven de Virginia. Tiene buen aspecto y es un hombre excepcionalmente bello. Debe tener entre veinticinco y treinta años. Fue criado por Chad Kabi, quien le enseñó telepatía. Cuando tenía once (11) años su padre murió y se fue a vivir por tres (3) años a Virginia con su madre y su abuelo. Cuando su abuelo murió se mudó con su madre para California e ingreso en el Instituto de Claremont. Al morir su madre se convirtió en piloto. Posteriormente adaptaría otro nombre para ser actor. En Alemania financió la construcción de cohetes.